# 穂高消防署
穂高消防署（ほたかしょうぼうしょ）は長野県安曇野市にある松本広域消防局が管轄する消防署である。

## 沿革
- 1972年（昭和47年）4月 - 豊科町・穂高町・堀金村・三郷村・梓川村の2町3村の組合立南安曇消防組合が発足
- 1973年（昭和48年）1月 - 組合立南安曇郡消防組合は本部を豊科消防署に置き、北分所（後に穂高消防署）を穂高町、南分所を梓川村に新設する
- 1993年（平成5年）3月 - 組合立南安曇消防組合解散
- 1993年（平成5年）4月 - 松本広域消防局発足

## 所在地
- 安曇野市穂高5075-2

## 職員数
- 21人

## 消防車両
- 消防ポンプ自動車
- 水槽付消防ポンプ自動車
- 高規格救急車
- 指揮広報車
- 二輪車（2台）

## 管轄地域
安曇野市穂高有明、穂高北穂高、穂高、穂高柏原及び穂高牧